# Коричнева змія піщана
Коричнева змія піщана (Demansia psammophis) — отруйна змія з роду Коричневі змії родини Аспідові. Має 3 підвиди.

## Опис
Загальна довжина коливається від 80 см до 1,2 м. Іноді сягає 1,5 м. Зверху забарвлена у сірувато-бурий, а черево — у жовтий колір.

## Спосіб життя
Полюбляє сухі кам'янисті місцини. Активна вдень. Харчується ящірками. Отрута у цієї змії не дуже сильна — укушені ящірки довжиною 15-18 см гинуть приблизно через 10 хвилин.
Це яйцекладна змія.

## Розповсюдження
Це ендемік Австралії.

## Підвиди
- Demansia psammophis cupreiceps
- Demansia psammophis psammophis
- Demansia psammophis reticulata